# أسطفان ليكابينوس
أسطفان ليكابينوس أو ليكبينوس ((باليونانية: Στέφανος Λακαπηνός)‏; توفي في 18 أبريل 963) كان الابن الثاني للإمبراطور البيزنطي رومانوس الأول ليكيبنوس (حكم من 920 إلى 944) ، والإمبراطور المشارك من 924 إلى 945. مع شقيقه الأصغر قسطنطين، قاما بخلع رومانوس الأول في ديسمبر 944، ولكن أطيح بهما من قبل الإمبراطور الشرعي قسطنطين السابع (حكم من 913 إلى 959) بعد بضعة أسابيع. عاش ستيفن حياته في المنفى في جزيرة ليسبوس، حيث توفي في عيد الفصح 963.